# Filellum annulatum
Filellum annulatum is een hydroïdpoliepensoort uit de familie van de Lafoeidae. De wetenschappelijke naam van de soort is voor het eerst geldig gepubliceerd in 1973 door Watson.